# Graham Binns
Graham John Binns, CBE, DSO, MC ist ein ehemaliger britischer Offizier der British Army, der unter anderem zuletzt als Generalmajor zwischen 2009 und 2010 Kommandant der Gemeinsamen Kommando- und Stabshochschule der Streitkräfte JSCSC (Joint Services Command and Staff College) war.

## Leben

### Offiziersausbildung, Offizier und Stabsoffizier
Graham John Binns trat nach dem Besuch des Hymers College in Kingston upon Hull am 11. Dezember 1976 in die British Army ein und wurde am 2. Juli 1977 als Leutnant (Second Lieutenant) in das Infanterieregiment Prince of Wales’s Own Regiment of Yorkshire übernommen. In den folgenden Jahren war er mit seinem Regiment in Deutschland, Norwegen sowie Nordirland eingesetzt und wurde am 11. Dezember 1978 zum Oberleutnant (Lieutenant) und am 11. Juni 1983 zum Hauptmann (Captain) befördert. Nach einer Verwendung von 1986 bis 1988 als Stabsoffizier Dritter Klasse SO3 (Staff Officer Grade 3) im Verteidigungsministerium (Ministry of Defence) besuchte er das Command and Staff College der kanadischen Streitkräfte in Toronto und wurde er nach seiner Rückkehr am 30. Juni 1989 zum Major befördert. Als solcher wurde er wieder nach Nordirland versetzt, wo er zwischen 1989 und 1992 Chef des Stabes der 39. Infanteriebrigade (39 Infantry Brigade) war. Für seine Verdienste während des Nordirlandkonflikts wurde er am 12. Mai 1992 Mitglied (Member) des Order of the British Empire (MBE).
Im Anschluss übernahm Binns von 1992 bis 1994 den Posten als Chef einer Kampfkompanie des Prince of Wales’s Own Regiment of Yorkshire und nahm an der Operation Grapple in Bosnien und Herzegowina teil. Für seine dortigen Verdienste wurde ihm am 26. April 1994 das Military Cross (MC) verliehen. Danach nahm er zwischen 1994 und 1995 an einem Austauschprogramm an der United States Army Infantry School in Fort Benning teil und wurde nach seiner Rückkehr am 30. Juni 1995 zum Oberstleutnant (Lieutenant-Colonel) befördert. Daraufhin übernahm er im Januar 1997 den Posten als Kommandeur (Commanding Officer) des 1. Bataillons des Prince of Wales’s Own Regiment of Yorkshire und hatte diesen bis April 1999 inne. Während dieser Zeit war er abermals in Nordirland eingesetzt und nahm an Manövern in Kenia, Belize und Kanada teil. Im April 1999 wechselte er in das Hauptquartier der Alliierten Streitkräfte der NATO in Südeuropa AFSOUTH (Allied Forces Southern Europe) und war dort bis Dezember 2000 Leiter des Referats Krisenplanung (Chief of Crisis Plans Branch). Als solcher leitete er ein Team, das für die Planung auf operativer Ebene auf der Balkanhalbinsel verantwortlich war. Nach seiner Beförderung zum Oberst (Colonel) am 30. Juni 1999 war er zudem während des Kosovokrieges zeitweilig Chef des Stabes im Hauptquartier der KFOR im Kosovo.

### Aufstieg zum Generalmajor
Am 31. Dezember 2000 wurde Graham Binns zum Brigadegeneral (Brigadier) befördert, wobei diese Beförderung auf den 30. Juni 2000 zurückdatiert wurde. Daraufhin übernahm er im Dezember 2000 den Posten als Kommandeur der 7. Panzerbrigade (Commander, 7th Armoured Brigade), die die Beinamen „Die grünen Ratten“ oder auch „Die Wüstenratten“ (‚The Green Rats‘,‚The Desert Rats‘) trägt. In dieser Verwendung verblieb er bis März 2003 und war mit seiner Brigade zu Beginn des Irakkrieges im März 2003 an der Operation Telic beteiligt. Für seine Verdienste im Kosovo wurde er 2002 Commander des Order of the British Empire (CBE) und für seinen Einsatz im Irakkrieg am 31. Oktober 2003 auch Companion des Distinguished Service Order (DSO). Daraufhin fungierte er zwischen Juli 2003 und Oktober 2005 als Assistierender Chef des Stabes der Landstreitkräfte für Operationen (Assistant Chief of Staff, Operations).
Nachdem Binns zwischen Oktober 2005 und Oktober 2006 das Royal College of Defence Studies (RCDS) in London absolviert hatte, wurde er am 1. Oktober 2006 zum Generalmajor (Major-General) befördert. Zeitgleich löste er am 1. Oktober 2006 Generalmajor John Cooper als Kommandeur der in Verden an der Aller stationierten 1. Panzerdivision (General Officer Commanding, 1st Armoured Division) ab. Er verblieb auf diesem Posten bis zum März 2009 und wurde daraufhin von Generalmajor Adrian Bradshaw abgelöst. Er wurde am 6. Juni 2006 außerdem Deputy Colonel des neu entstandenen Infanterieregiments Yorkshire Regiment (14th/15th, 19th and 33rd/76th Foot). Zugleich war er als Nachfolger von Generalmajor Jonathan Shaw von August 2007 bis zu seiner Ablösung durch Generalmajor Barney White-Spunner im Februar 2008 Kommandeur der im Irak eingesetzten Multinationalen Division Südost-Irak (General Officer Commanding, Multinational Division(South-East), Iraq). Nach seiner Rückkehr übernahm er am 10. Dezember 2008 von Generalleutnant Sir Nicholas Houghton die Funktion als Colonel-Commandant der King’s Division, die aus den beiden großen Infanterieregimentern Duke of Lancaster’s Regiment (King’s, Lancashire and Border) sowie Yorkshire Regiment (14th/15th, 19th and 33rd/76th Foot) besteht.
Zuletzt übernahm Generalmajor Graham Binns im September 2009 von Konteradmiral Neil Morisetti den Posten als Kommandant der Gemeinsamen Kommando- und Stabshochschule der Streitkräfte JSCSC (Joint Services Command and Staff College) und behielt diesen bis Juli 2010, woraufhin Air Vice-Marshal Ray Lock ihn ablöste. Nach seinem Ausscheiden aus dem aktiven militärischen Dienst im Juli 2010 wurde er Chief Executive Officer (CEO) des privaten Sicherheits- und Militärunternehmen Aegis Defence Services. 2011 wurde er zudem Regimentsoberst des Yorkshire Regiment (14th/15th, 19th and 33rd/76th Foot).